# 阮瑞震
阮瑞震（越南语：／，？—？），原名阮仕境（越南语：／），阮朝舉人。

## 生平
阮瑞震，原名阮仕境，河內省慈廉縣東鄂社人。
成泰六年（1894年），中甲午科秀才。成泰十二年（1900年），在河南場中庚子科舉人，時年32歲。
考中舉人後未出仕，而是回家辦學。
1907年，加入東京義塾。